# Mont Falgars
Mont Falgars är ett berg i Spanien.   Det ligger i regionen Katalonien, i den östra delen av landet, 500 km öster om huvudstaden Madrid. Toppen på Mont Falgars är 1 161 meter över havet.
Terrängen runt Mont Falgars är kuperad västerut, men österut är den bergig. Runt Mont Falgars är det mycket glesbefolkat, med 5 invånare per kvadratkilometer. Närmaste större samhälle är Sant Joan les Fonts, 17,4 km söder om Mont Falgars. I omgivningarna runt Mont Falgars växer i huvudsak blandskog.